# Riachinho
Riachinho là một đô thị thuộc bang Minas Gerais, Brasil. Đô thị này có diện tích 1774,924 km², dân số năm 2007 là 8126 người, mật độ 4,8 người/km².